# Tilcara
Tilcara (ufficialmente San Francisco de Tilcara) è una cittadina della provincia di Jujuy, nell'Argentina nord-occidentale, ed è capoluogo dell'omonimo dipartimento. 

## Geografia fisica
Tilcara è situata sulla sponda sinistra del Río Grande, nella regione della Quebrada de Humahuaca, a 81 km a nord del capoluogo provinciale di San Salvador de Jujuy.

## Monumenti e luoghi d'interesse
- Pucarà di Tilcara, un'antica fortezza di epoca inca, costruita dagli indios Tilcara, da cui la cittadina prende il nome.
- Chiesa di Nostra Signora del Rosario

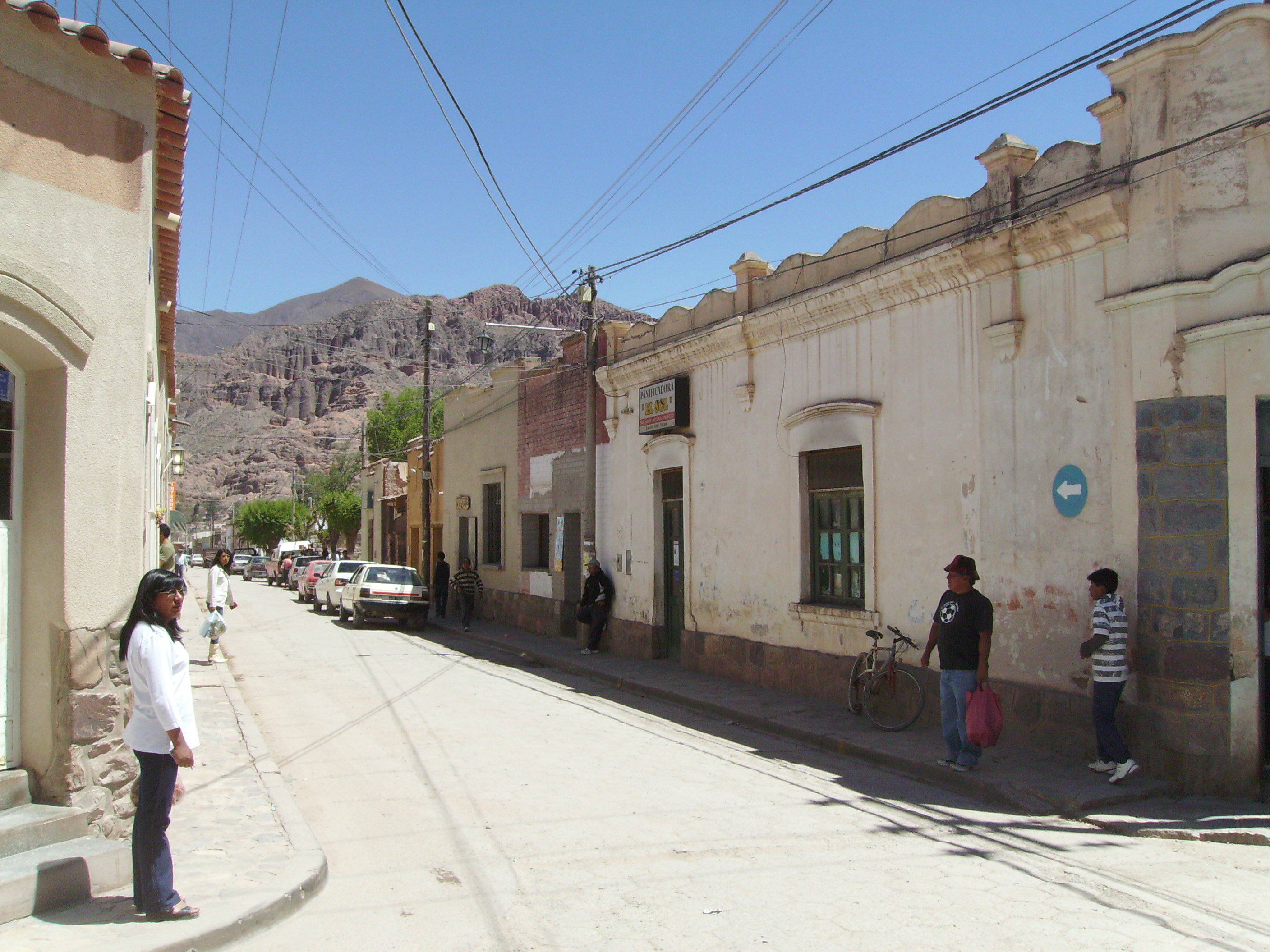
Strada di Tilcara

## Cultura

### Istruzione

#### Cultura
- Museo Regionale di Pittura José Antonio Terry
- Museo Ernesto Soto Avendaño

## Infrastrutture e trasporti
Tilcara è attraversata dalla strada nazionale 9 che la unisce con San Salvador de Jujuy e la frontiera boliviana.